# سفارة إسرائيل في أوكرانيا
سفارة إسرائيل في أوكرانيا هي أرفع تمثيل دبلوماسي لدولة إسرائيل لدى أوكرانيا. تقع السفارة في كييف وهي تهدف لتعزيز المصالح الإسرائيلية في أوكرانيا.

## وصلات خارجية
- الموقع الرسمي
- قائمة سفارات إسرائيل
- قائمة السفارات في أوكرانيا